# Liste des milliardaires du monde en 2015
Ceci est la liste des milliardaires du monde telle que publiée par le magazine américain Forbes pour l'année 2015. Ce magazine recense les milliardaires de la planète, à l'exception des têtes couronnées (sauf si leur fortune est privée), et exprime leur fortune en milliards de dollars américains (l'unité retenue dans la suite du texte).
Le classement en 2015 dénombre au total 1 826 milliardaires, contre 1 645 l'année dernière. Leur patrimoine s'élève à un peu plus de 7 000 milliards de dollars, contre 6 400 milliards en 2014.
Les États-Unis ont le plus grand nombre de milliardaires . Le nombre de milliardaires russes a diminué le plus, passant de 111 en 2014 à 76 milliardaires en 2015.

À noter notamment le retour dans le top 10 de Liliane Bettencourt.

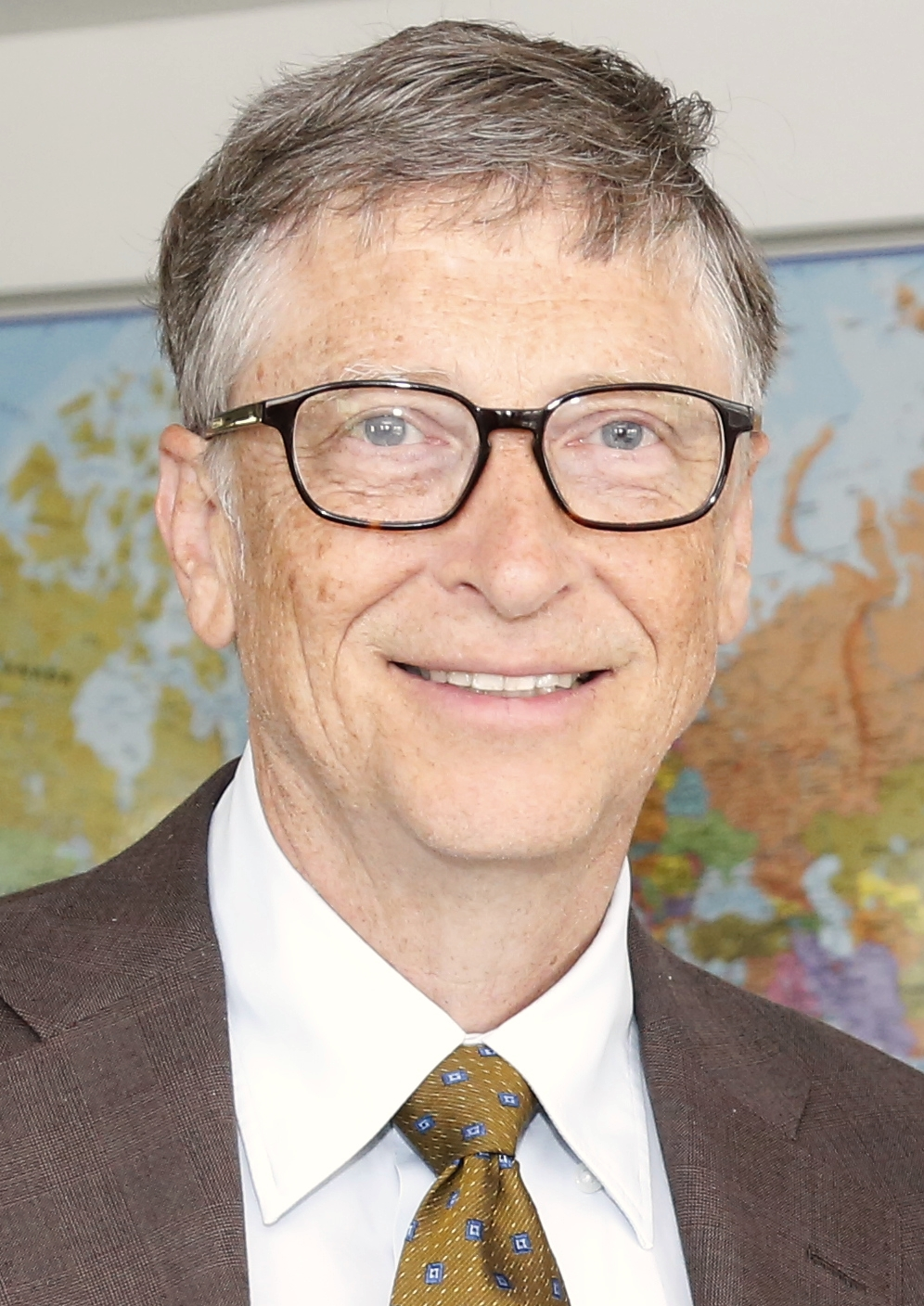
Bill Gates
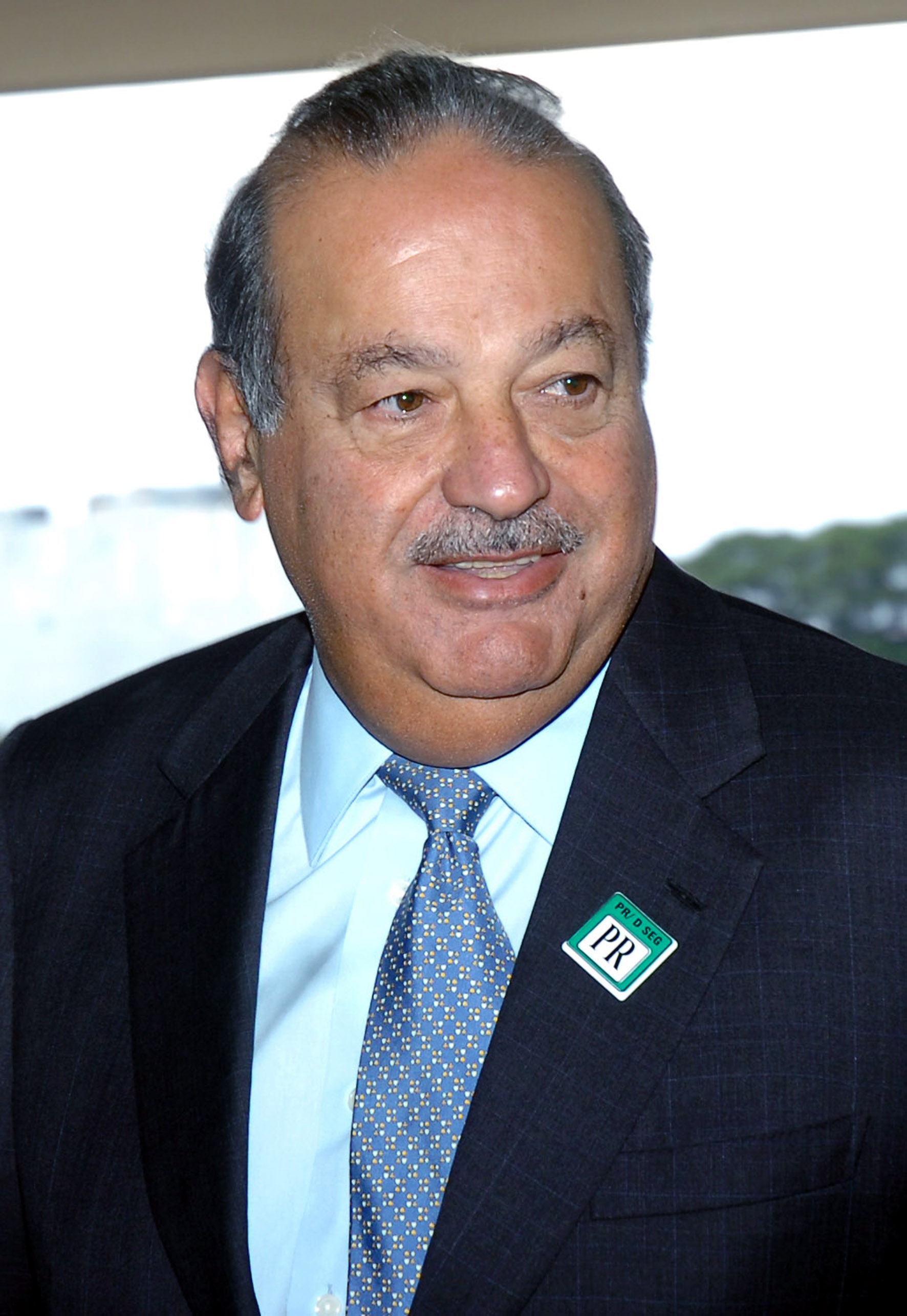
Carlos Slim Helú
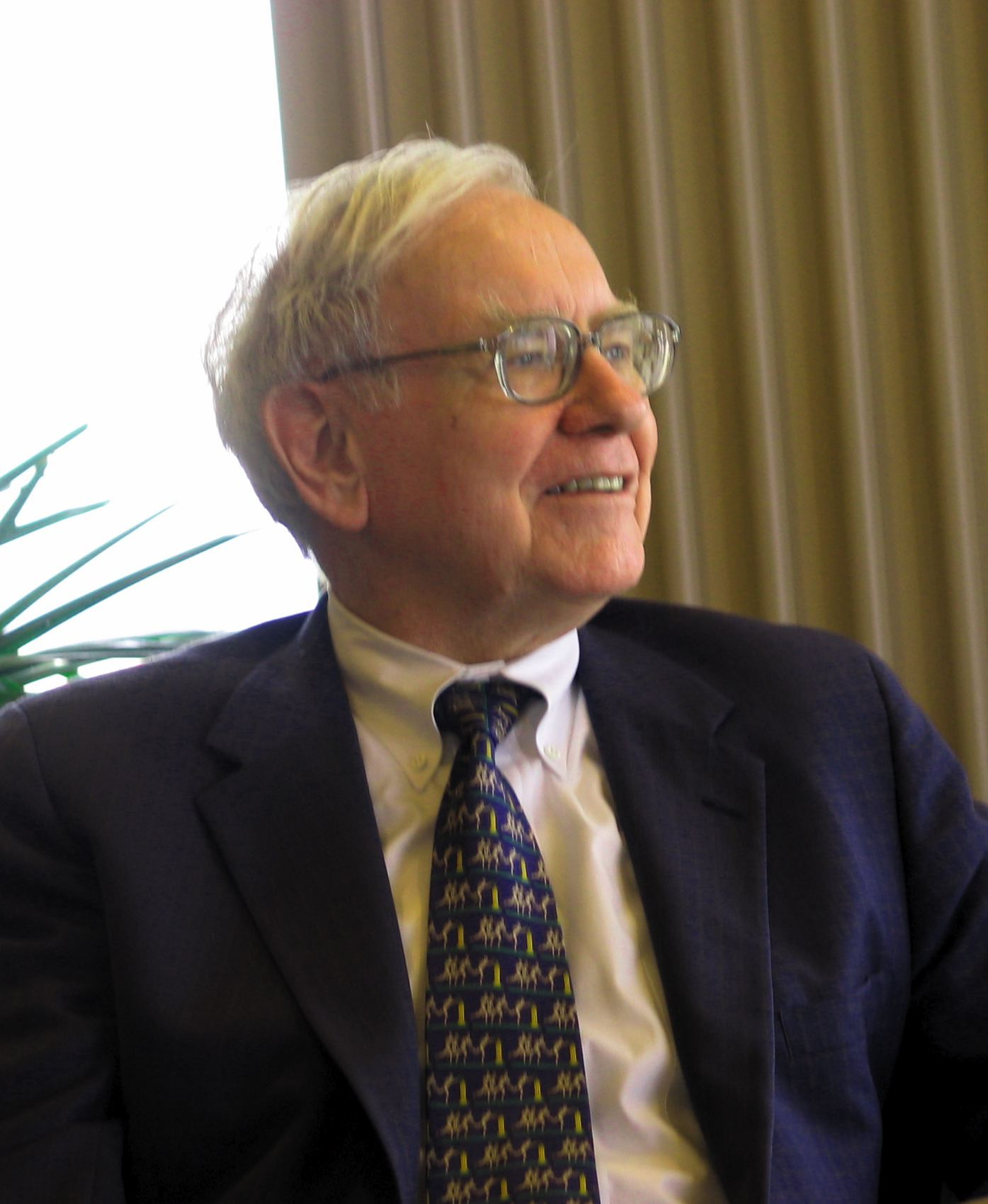
Warren Buffett

| Légende         | Légende                        |
| Icônes          | Description                    |
| --------------- | ------------------------------ |
| en stagnation   | Pas de changement depuis 2014. |
| en augmentation | En progrès depuis 2014.        |
| en diminution   | En recul depuis 2014.          |

| #  | Nom                 | Fortune (en dollars américains) | Pays       | Résidence        | Entreprise ou secteur |
| -- | ------------------- | ------------------------------- | ---------- | ---------------- | --------------------- |
| 1  | Bill Gates          | 79,6 milliards                  | États-Unis | Washington       | Microsoft             |
| 2  | Carlos Slim Helú    | 79,0 milliards                  | Mexique    | Washington       | Telmex, Grupo Carso   |
| 3  | Warren Buffett      | 72,7 milliards                  | États-Unis | Nebraska         | Berkshire Hathaway    |
| 4  | Amancio Ortega      | 64,5 milliards                  | Espagne    | Province de León | Inditex               |
| 5  | Larry Ellison       | 54,3 milliards                  | États-Unis | Californie       | Oracle Corporation    |
| 6  | Charles Koch        | 42,9 milliards                  | États-Unis | Kansas           | Koch Industries       |
| 6  | David Koch          | 42,9 milliards                  | États-Unis | New York         | Koch Industries       |
| 8  | Christy Walton      | 41,7 milliards                  | États-Unis | Wyoming          | Walmart               |
| 9  | Jim Walton          | 40,6 milliards                  | États-Unis | Arkansas         | Walmart               |
| 10 | Liliane Bettencourt | 40,1 milliards                  | France     | Île-de-France    | L'Oréal               |
| 11 | Alice Walton        | 39,4 milliards                  | États-Unis | Texas            | Walmart               |
| 12 | S. Robson Walton    | 39,1 milliards                  | États-Unis | Arkansas         | Walmart               |
| 13 | Bernard Arnault     | 37,2 milliards                  | France     | Île-de-France    | LVMH                  |
| 14 | Michael Bloomberg   | 35,5 milliards                  | États-Unis | New York         | Bloomberg LP          |
| 15 | Jeff Bezos          | 34,8 milliards                  | États-Unis | Washington       | Amazon                |
| 16 | Mark Zuckerberg     | 33,4 milliards                  | États-Unis | Californie       | Facebook              |
| 17 | Li Ka-shing         | 33,3 milliards                  | Hong Kong  | Hong Kong        | Hutchison Whampoa     |
| 18 | Sheldon Adelson     | 31,4 milliards                  | États-Unis | Nevada           | Las Vegas Sands       |
| 19 | Larry Page          | 29,7 milliards                  | États-Unis | Californie       | Google                |
| 20 | Sergey Brin         | 29,2 milliards                  | États-Unis | Californie       | Google                |